# Виноградський Віталій Михайлович
Віталій Михайлович Виноградський (24 жовтня 1925 в місті Лебедині на Сумщині — 2012) — український прозаїк, журналіст. Колишній головний редактор зазети «Літературна Україна».
Закінчив Вищу партійну школу в Києві.
Автор книжок «Глибинні шляхи», «Катрусина доля», «Чекай мене на світанку», «І настав світанок», «Міра життя», «Стежка до потаємного схрону» (у співавторстві), «Поєдинок на переправі», «Двічі народжені».
Член Національної спілки письменників України (з 1975).
Учасник Другої світової війни, нагороджений орденом Трудового Червоного Прапора, орденом Вітчизняної війни 2-го ступеня та медалями.

## Джерело
- Некролог у газеті «Літературна Україна».